# Calcio Montebelluna 1983-1984
Questa voce raccoglie le informazioni riguardanti il Calcio Montebelluna nelle competizioni ufficiali della stagione 1983-1984.

## Rosa
| N. |                   | Ruolo | Calciatore        |
| -- | ----------------- | ----- | ----------------- |
|    | Italia (bandiera) | D     | Edoardo Bandiera  |
|    | Italia (bandiera) | C     | Gianni Biancuzzi  |
|    | Italia (bandiera) | P     | Vinicio Bisioli   |
|    | Italia (bandiera) | A     | Franco Bressan    |
|    | Italia (bandiera) | C     | Luca Bressan      |
|    | Italia (bandiera) | C     | Stefano Brotto    |
|    | Italia (bandiera) | D     | Franco Calzamatta |
|    | Italia (bandiera) | P     | Ezio Cavasin      |
|    | Italia (bandiera) | D     | Stefano Caverzan  |
|    | Italia (bandiera) | D     | Rodolfo Cimenti   |

| N. |                   | Ruolo | Calciatore        |
| -- | ----------------- | ----- | ----------------- |
|    | Italia (bandiera) | C     | Walter Franzot    |
|    | Italia (bandiera) | C     | Roberto Merlo     |
|    | Italia (bandiera) | C     | Daniele Pasa      |
|    | Italia (bandiera) | A     | Luca Pattaro      |
|    | Italia (bandiera) | D     | Maurizio Penello  |
|    | Italia (bandiera) | A     | Vanni Tessari     |
|    | Italia (bandiera) | C     | Antonio Tessariol |
|    | Italia (bandiera) | D     | Paolo Tocchetto   |
|    | Italia (bandiera) | A     | Massimo Veschetti |